# Енс (река)
Енс (од келтског имена за реку - Аниса) је највећа река северозападне Штајерске дуга 254 km. Jужна је притока Дунавa. Енс је типична река Источних Алпа, а са својим сливом од 6080 km² пета по величини у Аустрији.

## Карактеристике
Река Енс извире у масиву Радштадт Тауерн у савезној покрајини Салцбург и одатле тече према истоку кроз местимично мочварну издужену долину, између Северних и Централних Алпа, која је настала за време леденог доба.
Након што се у њу улије река Палтен, тече до превоја Мандлинг и улази у Штајерску где тече кроз уски кањон Гезојзе, дуг 15 km. Након што прими притоку Лаусбах, нагло окреће према северу и улази на територију Горње Аустрије.
Северно од града Штајра, у предалпском појасу, Енс својим током формира границу између савезних земаља Горње и Доње Аустрије. Због ње су и стара имена тих земаља гласила Österreich ob der Enns (Аустрија изнад Енса) и Österreich unter der Enns(Аустрија испод Енса), а улива се у Дунав у близини Маутхаузена.